# 入之波温泉
入之波温泉（しおのはおんせん）は、奈良県吉野郡川上村にある温泉。

## 泉質
ナトリウム―炭酸水素塩・塩化物泉（山鳩湯）。源泉温度は39.0℃。加温掛け流し。毎分500Lの湧出量がある。湯色は時間が経つにつれて無色透明から黄金色に変化する。飲泉可。
なお、日本有数のトラバーチン（石灰華）の発達した温泉地としても知られる。

## 温泉街

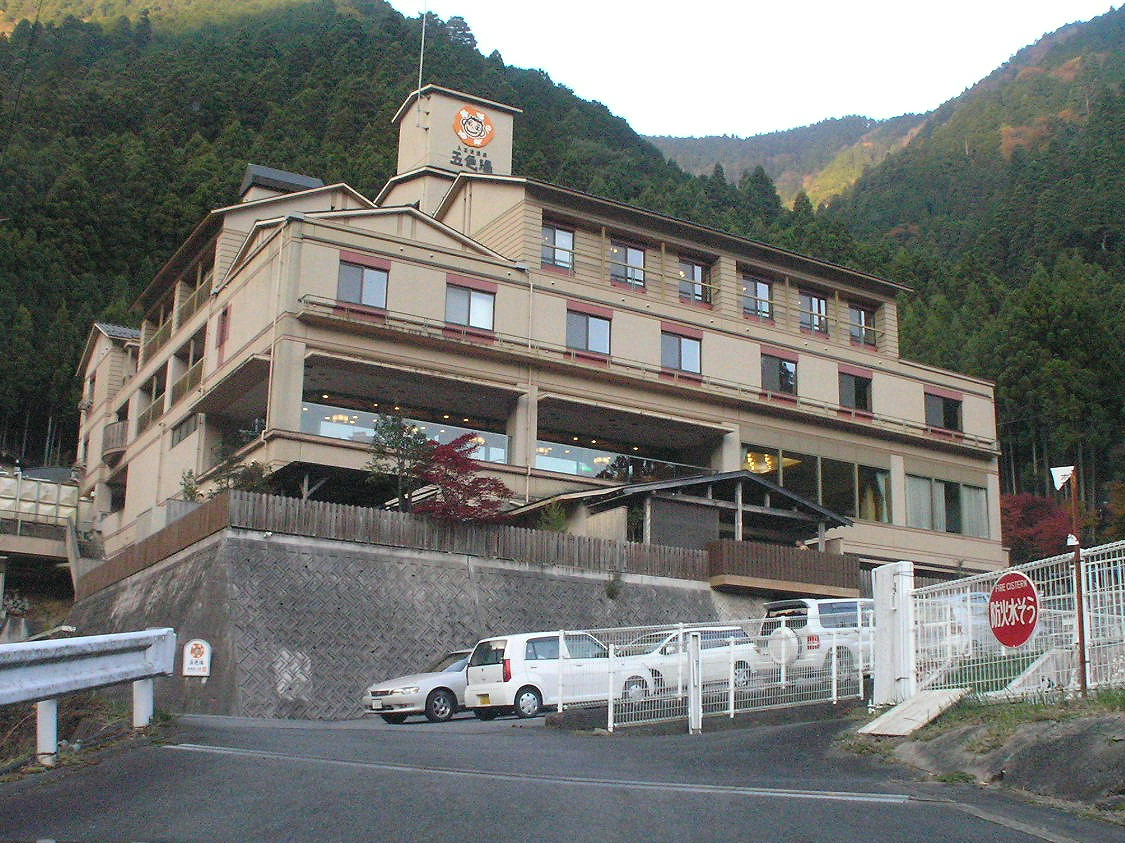
2009年5月閉館となった五色湯は単純泉であり、近代的な建物であった。

吉野川の源流に近い山奥、大迫ダム湖のほとりに1軒の旅館「山鳩湯」および民宿2軒がある。
山鳩湯は、成分の多い濁り湯で有名。かつての源泉がダム湖に沈んだ後、中村家が家業としていた林業の先行きを危ぶんで地下150メートルから源泉を掘り当て、1977年に旅館を開業した。湯船は、まるで陶器に見えるほど、黄褐色の石灰質の析出物が付着している。露天風呂は、大女将の発案でケヤキ材を数本組み合わせて造った。当初は湯が漏れていたが、濃い温泉ゆえに年間1～2センチメートル育つ石灰華などの温泉析出物が隙間を塞ぎ、木製とは一見わからないほどになっている。泉源のうち山鳩湯源泉からは温泉水の約半分が利用され、残りの半分はそのまま谷に流れて大迫ダム貯水池に合流しているが、その途中に温泉析出物のトラバーチンの堆積がみられる。
山鳩湯源泉とは別に五色湯源泉があるが性質（炭素安定同位体比や酸素安定同位体比など）が多少異なる。大台が原に向かう登山道の途中に、江戸時代の湯治場であった五色湯跡がある。但し、ここで湧出しているお湯は五色湯旅館で使われていない。

## 歴史
役小角によるという開湯伝説がある。
山鳩湯については江戸時代には地表から湧き出ていたという記録が残るが、温泉水として使用されている源泉は深さ約150mのボーリング孔からの湯である。昭和48年に大迫ダムが完成した際に温泉はダム湖に沈んだが、その後ボーリングによって源泉を掘り当て、山鳩湯旅館が営業を始めて温泉は復活した。

## アクセス
公共交通機関
- 大和上市駅から川上村営やまぶきバス入之波行き終点下車、東へ400m。所要70分。平日3往復・土曜2往復のみの運行。
- 近鉄大和上市駅から奈良交通バス湯盛温泉杉の湯行き終点下車、池原経由下桑原行きに乗り継ぎ大迫ダム下車、東へ4km。1日1往復のみ。湯盛温泉杉の湯からタクシー利用の場合は所要15分。

車
- 西名阪自動車道郡山ICより約1時間50分、南阪奈道路葛城ICより約1時間40分[1]。